# I've Been Waiting for You (chanson de Neil Young)
Pour les articles homonymes, voir I've Been Waiting for You.
Pistes de Neil Young
If I Could Have Her Tonight The Old Laughing Lady
I've Been Waiting for You est une chanson de Neil Young paru sur son premier album solo, Neil Young, en 1968.

## Reprises
- David Bowie reprend I've Been Waiting for You sur son album Heathen (2002). Cette version est également parue en single.
- Tin Machine, reprise enregistrée en 1991-1992 durant la tournée It's My Life Tour.
- Une reprise des Pixies est parue en face B du single Velouria.
- Le groupe Dinosaur Jr a repris la chanson pour l'album hommage The Bridge: A Tribute to Neil Young, mais cette version n'a jamais été publiée.